# Piotr Kozłow (generał)
Piotr Michajłowicz Kozłow (ros. Пётр Миха́йлович Козло́в, ur. 12 lipca?/24 lipca 1893 w Piatigorsku, zm. 17 kwietnia 1944 w Moskwie) – radziecki dowódca wojskowy, generał porucznik, Bohater Związku Radzieckiego (1943).

## Życiorys
W 1914 został powołany do rosyjskiej armii, od 1915 walczył na Froncie Kaukaskim I wojny światowej jako starszy podoficer i dowódca plutonu.
W 1917 brał aktywny udział w wydarzeniach rewolucyjnych jako członek Czerwonej Gwardii i (od 1917) SDPRR(b). W wojnie domowej dowodził oddziałem, pułkiem i brygadą na Froncie Południowym i Zachodnim, 1921 został dowódcą 291 pułku piechoty. 
W 1926 ukończył Akademię Wojskową im. Frunzego, 1928 został szefem sztabu dywizji piechoty, 1932 ukończył Wyższe Kursy Akademickie przy Akademii Wojskowej im. Frunzego i został kierownikiem kursów doskonalenia kierowniczej kadry rezerwy, 1937 pełnił funkcję szefa wydziału przygotowania bojowego Kijowskiego Specjalnego Okręgu Wojskowego. W 1937 został aresztowany podczas wielkiej czystki, 1938 zwolniony, od 1939 do listopada 1941 był kolejno szefem Wydziału 2 Sztabu Kalinińskiego Okręgu Wojskowego, szefem sztabu 14 Armii i kierownikiem kursu Akademii Sztabu Generalnego Armii Czerwonej. W listopadzie-grudniu 1941 był zastępcą dowódcy 56 Armii Frontu Południowego ds. tyłów, a od grudnia 1941 do marca 1942 dowódcą grupy operacyjnej wojsk 56 Armii, uczestniczył w rostowskiej operacji zaczepnej 1941, a od marca do maja 1942 był zastępcą dowódcy wojsk 18 Armii Frontu Południowego. Od 20 maja do 5 czerwca 1942 dowodził 9 Armią Frontu Południowo-Zachodniego, a od 23 czerwca 1942 do lipca 1943 dowodził 37 Armią Frontu Południowego/Dońskiej Grupy Frontu Północno-Kaukaskiego/Północnej Grupy Frontu Zakaukaskiego w czasie donbaskiej, mozdok-małgobeckiej i nalczycko-ordżonikidzewskiej operacji obronnej, 10 stycznia 1943 brał udział w wyzwalaniu Kisłowodzka, 11 stycznia 1943 w wyzwalaniu Jessentuk, a 17 stycznia 1944 Czerkieska. Uczestniczył w operacji krasnodarskiej, od lipca do 3 sierpnia 1943 dowodził 47 Armią Frontu Stepowego, brał udział w bitwie pod Kurskiem, od sierpnia do listopada 1943 dowodził 77 Korpusem Piechoty 60 Armii Frontu Centralnego; na tym stanowisku wyróżnił się podczas operacji czernihowsko-prypeckiej w wyzwalaniu Konotopu (6 września 1943), Bachmacza (9 września 1943) i Nieżyna (15 września 1943) oraz w bitwie o Dniepr. W listopadzie 1943 został ciężko ranny, odwołany ze stanowiska i ewakuowany do Moskwy, gdzie zmarł. Został pochowany na Cmentarzu Nowodziewiczym.

## Awanse
- Kombryg (26 listopada 1935)
- Generał major (4 czerwca 1940)
- Generał porucznik (17 stycznia 1944)

## Odznaczenia
- Złota Gwiazda Bohatera Związku Radzieckiego (17 października 1943)
- Order Lenina (17 października 1943)
- Order Czerwonego Sztandaru (dwukrotnie - 1923 i 5 maja 1942)
- Order Kutuzowa II klasy (28 stycznia 1943)
- Medal jubileuszowy „XX lat Robotniczo-Chłopskiej Armii Czerwonej” (1938)